# فیلیپو اسپیتونی
فیلیپو اسپیتونی (انگلیسی: Filippo Spitoni؛ زادهٔ ۱۷ آوریل ۱۹۸۴) بازیکن فوتبال اهل ایتالیا است.
از باشگاه‌هایی که در آن بازی کرده‌است می‌توان به باشگاه فوتبال بولونیا اشاره کرد.